# Yégodoé
Yégodoé est l'un des sept arrondissements de la commune de Bopa dans le département du Mono au Bénin.

## Géographie
Yégodoé est situé au sud-ouest du Bénin et compte 8 villages que sont Avegame, Djekian, Fandinwin, Lonfin, Tchantchankpo, Tekozouin, Tohoueta et Yegodoe.

## Démographie
Selon le recensement de la population de 2013 conduit par l'Institut national de la statistique et de l'analyse économique (INSAE), Yégodoé compte 15 237 habitants  .